# Girl Like Me
Singles par Black Eyed Peas
Vida loca
(2020)
Singles par Shakira
Me gusta (en)
(2020)
Clip vidéo
[vidéo] « Girl Like Me », sur YouTube
Girl Like Me est une chanson du groupe américain Black Eyed Peas et de la chanteuse colombienne Shakira. Elle est sortie le 11 décembre 2020 sous le label Epic Records en tant que cinquième single du huitième album des Black Eyed Peas Translation. Girl Like Me est produite par will.i.am, Shakira et Johnny Goldstein.

## Contexte et sortie
La chanson a été écrite par les Black Eyed Peas et Shakira ainsi que Brendan Buckley, Albert Menendez et Tim Mitchell. D'abord parue le 19 juin 2020 sur l'album Translation, elle sort comme cinquième single de l'album le 11 décembre 2020.
La chanson a initialement été enregistrée en 2008, alors qu'elle était prévue pour être incluse sur le cinquième album des Black Eyed Peas, The END, mais a finalement été mise de côté car elle ne correspondait pas à la ligne musicale de l'album. En 2013, will.i.am sort son quatrième album studio #willpower et propose à Shakira d'enregistrer la chanson de nouveau avec lui afin de l'inclure dans l'album. Cette idée a également été mise de côté,.
À propos de la collaboration avec Shakira, le membre des Black Eyed Peas will.i.am déclare :

« Je pensais que j'étais perfectionniste... Shakira est à un niveau totalement différent! Elle vient avec des notes, et c'est génial. Mais elle le fait d'une manière très douce, humble et douce, à tel point que vous voulez juste satisfaire toutes ses préoccupations. Et cela prend un négociateur très habile, un excellent collaborateur. Ce fut un plaisir de travailler avec elle. »

.

## Accueil critique
Écrivant pour le magazine américain Variety, le journaliste A.D. Amorosi a déclaré dans une critique de l'album Translation des Black Eyed Peas, que « Shakira transforme un hymne de piste de danse en quelque chose d'étrangement intime ».

## Clip vidéo
Le clip de Girl Like Me a été tourné en septembre 2020 et est sorti le 4 décembre 2020. Le clip, qui a été comparé aux cours d'aérobic de Jane Fonda, présente Shakira sur une planche à roulettes avec des danseuses faisant de l'aérobic,. Il présente également les Black Eyed Peas dans un ensemble interprétant la chanson. Le clip musical a reçu 51 millions de vues au cours de sa première semaine.
La chorégraphie de la vidéo est devenue virale sur TikTok où des fans ont tenté de recréer les mouvements de danse de Shakira.

## Crédits
Crédits adaptés depuis Tidal.
| Musiciens - will.i.am (William Adams) – voix, écriture, composition - apl.de.ap (Allan Pineda) – voix, écriture, composition - Taboo (Jimmy Luis Gomez) – voix, écriture - Shakira – voix, écriture, composition, production, interprète associé - Black Eyed Peas – interprètes associés - Olgui Chirino – chœurs - Brendan Buckley – écriture, composition - Albert Menedez – écriture, composition - Tim Mitchell – écriture, composition | Production - will.i.am – réalisateur - Shakira – co-réalisatrice - Dylan "3D" Dresdow – ingénieur du son, mixage audio, mastérisation - Dave Clauss – ingénieur du son, mixage audio - Roger Rodés – ingénieur du son - Johnny Goldstein – réalisateur |

## Classements et certifications

### Classements hebdomadaires
| Classements (2020-21)                    | Meilleure position |
| ---------------------------------------- | ------------------ |
| Allemagne (GfK Download Charts)          | 19                 |
| Argentine (Hot 100)                      | 53                 |
| Belgique (Flandre Ultratop 50 Singles)   | 50                 |
| Belgique (Flandre Ultratop R&B/Hip-Hop)  | 7                  |
| Belgique (Wallonie Ultratop 50 Singles)  | 3                  |
| Belgique (Wallonie Ultratop 50 Airplay)  | 4                  |
| Belgique (Wallonie Ultratop R&B/Hip-Hop) | 3                  |
| Bolivie (Monitor Latino)                 | 16                 |
| Canada (Hot 100)                         | 59                 |
| Canada (CHR/Top 40)                      | 38                 |
| Chili (Monitor Latino)                   | 13                 |
| Colombie (National-Report)               | 15                 |
| Costa Rica (Monitor Latino)              | 14                 |
| Croatie (HRT)                            | 48                 |
| Équateur (Monitor Latino)                | 8                  |
| Espagne (Promusicae)                     | 79                 |
| États-Unis (Hot 100)                     | 67                 |
| États-Unis (Pop Airplay)                 | 24                 |
| États-Unis (Latin Airplay)               | 1                  |
| France (SNEP)                            | 2                  |
| France (SNEP Radio)                      | 1                  |
| France (Digital Songs)                   | 2                  |
| Global 200 (Billboard)                   | 39                 |
| Grèce (IFPI)                             | 54                 |
| Guatemala (Monitor Latino)               | 5                  |
| Honduras (Monitor Latino)                | 6                  |
| Hongrie (Rádiós Top 40)                  | 9                  |
| Hongrie (Single Top 40)                  | 13                 |
| Irlande (IRMA)                           | 83                 |
| Italie (FIMI)                            | 48                 |
| Lituanie (AGATA)                         | 78                 |
| Mexique (Monitor Latino)                 | 4                  |
| Mexique (México Airplay)                 | 2                  |
| Nicaragua (Monitor Latino Anglo)         | 2                  |
| Panama (Monitor Latino)                  | 3                  |
| Paraguay (Monitor Latino Anglo)          | 4                  |
| Pays-Bas (Nederlandse Top 40)            | 33                 |
| Pays-Bas (Single Top 100)                | 32                 |
| Pérou (Monitor Latino)                   | 2                  |
| Porto Rico (Monitor Latino)              | 3                  |
| Portugal (AFP)                           | 59                 |
| République dominicaine (SodinPro)        | 18                 |
| Roumanie (Airplay 100)                   | 3                  |
| Royaume-Uni (UK Download Chart)          | 67                 |
| Royaume-Uni (UK Sales Chart)             | 70                 |
| Russie (Tophit Radio Top 100)            | 69                 |
| Salvador (Monitor Latino)                | 10                 |
| Slovaquie (IFPI Rádio)                   | 33                 |
| Slovaquie (IFPI Singles Digitál)         | 21                 |
| Suisse (Schweizer Hitparade)             | 28                 |
| Uruguay (Monitor Latino Anglo)           | 8                  |
| Venezuela (Monitor Latino)               | 6                  |

### Certifications
| Pays                                                                       | Certification | Ventes certifiées |
| -------------------------------------------------------------------------- | ------------- | ----------------- |
| Mexique (AMPROFON)                                                         | Platine       | 60 000‡           |
| Suisse (IFPI Suisse)                                                       | Or            | 10 000‡           |
| xNon précisé par la certification ‡ventes/streaming selon la certification |               |                   |

## Historique de sortie
| Pays   | Date             | Format                       | Version         | Label | Réf.   |
| ------ | ---------------- | ---------------------------- | --------------- | ----- | ------ |
| Divers | 11 décembre 2020 | - Téléchargement - streaming | Originale       | Epic  | [ 2 ]  |
| Italie | 11 décembre 2020 | Diffusion radio              | Originale       | Sony  | [ 64 ] |
| Divers | 26 février 2021  | - Téléchargement - streaming | Twocolors Remix | Epic  | ,      |